# NN-62
La carretera NN‑62 es una vía colectora secundaria del norte del departamento de Jinotega. Su trazado conecta el centro de San José de Bocay con áreas rurales al este, proporcionando acceso hacia zonas cafetaleras y de difícil acceso en la cuenca del río Coco.

## Trazado y cruces
| km   | Localidad / Punto     | Departamento | Conexión / Ruta |
| ---- | --------------------- | ------------ | --------------- |
| 0,0  | San José de Bocay     | Jinotega     | Inicio          |
| 10,8 | Comunidad rural       | Jinotega     | —               |
| 21,6 | Camino rural a El Cuá | Jinotega     | Fin de ruta     |

## Coordenadas
Uno de los tramos de la NN‑62 puede ser encontrado en las coordenadas: 13°31′08″N 85°25′57″O / 13.5190, -85.4325